# American Defense Service Medal
La American Defense Service Medal è stata un riconoscimento militare degli Forze armate degli Stati Uniti d'America istituita con l'Ordine esecutivo n. 8808 dal Presidente Franklin D. Roosevelt, il 28 giugno 1941. La medaglia era un riconoscimento ai militari che avevano prestato servizio attivo tra l'8 settembre 1939 e il 7 dicembre 1941.
Una medaglia analoga, nota come American Campaign Medal, fu istituita nel 1942 per il servizio prestato durante la seconda guerra mondiale nei teatri di guerra minori.

## Storia
La American Defense Service Medal, istituita con l'Ordine esecutivo n. 8808 dal Presidente Franklin D. Roosevelt il 28 giugno 1941, fu annunciata nel Bollettino del Dipartimento n.ro 17 del 1941. I criteri per l'assegnazione della medaglia furono pubblicati nella circolare del Ministero dell'Esercito n. 44, il 13 febbraio 1942. Il disegno del nastrino fu approvato dai Ministri della Guerra e della Marina il 7 gennaio 1942. La medaglia fu disegnata da Lee Lawrie, uno scultore civile di Easton (Maryland). Il modello fu approvato dalla Commissione delle Belle Arti il 5 maggio 1942.

## Criteri
Il conferimento della medaglia fu concesso ai militari che avevano prestato servizio attivo tra l'8 settembre 1939 e il 7 dicembre 1941 durante un qualsiasi periodo compreso fra queste due date, purché il loro servizio complessivo avesse avuto la durata di almeno dodici mesi o più La Marina degli Stati Uniti escluse i riservisti che fossero stati in servizio attivo per meno di dieci giorni, ma la medesima, il Corpo dei Marines e la Guardia Costiera riconobbero la medaglia a tutto il personale che aveva prestato servizio attivo in qualunque periodo durante quello stabilito (purché avessero passato i loro esami fisici).

## Aspetto
La medaglia in bronzo ha un diametro di ¼ pollice. Sul recto è scolpita una donna greca che simbolizza la difesa, disposta su un convenzionale ramo di quercia con quattro foglie e che tiene nella mano sinistra un antico scudo di guerra e con quella destra brandisce una spada sulla sua testa.
Intorno alla parte superiore campeggia la scritta "AMERICAN DEFENSE". Sul verso le parole:
(Scritta sul verso della medaglia)
Sopra un ramo di alloro con sette foglie.
Nastro sospensorio e nastrino della medaglia sono larghi 3/8" e consistono delle seguenti strisce: 3/16" in giallo-oro 67104; 1/8" color blu vecchia gloria 67178; bianco 67101; e scarlatto 67111; e 3/16" in giallo-oro.
Il colore giallo-oro simboleggiava l'opportunità dorata per i giovani statunitensi di servire i colori nazionali, rappresentati dalle strisce blu, bianche e rosse da entrambe le parti.